# Sommelier

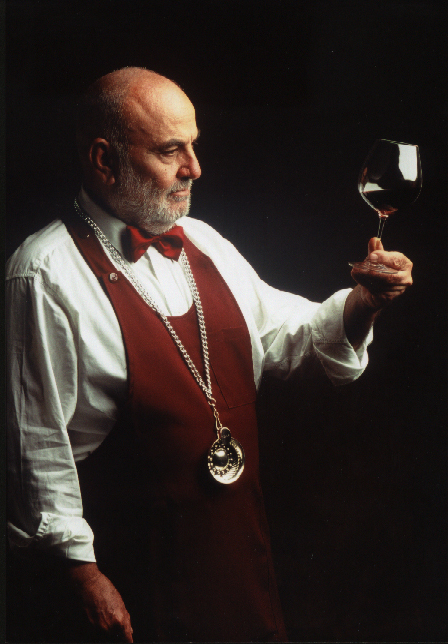
En sommelier.

Sommelier [sɔmɛl'jeː] (femininform: sommelière) är beteckning för en person med särskild utbildning och kunskap om viner. Sommelierer arbetar ofta på finare restauranger där de kan ges ansvar för hantering av vin, inkluderande uppgiften att hitta lämpliga viner för de rätter som serveras. Sommelierer arbetar, förutom på restauranger, även med inköp och marknadsföring av viner.
Internationellt är sommeliererna organiserade i Association de la Sommellerie Internationale, ASI. Organisationen anordnar världsmästerskap i sommelierie, vilket är en prestigefylld tävling som år 2007 vanns av svensken Andreas Larsson och år 2016 av svensken Arvid Rosengren. I Sverige är yrkeskåren organiserad i Svenska Sommelierföreningen som även anordnar de svenska mästerskapen.

## Utbildning i Sverige
I Sverige finns ett antal olika sommelierutbildningar. Örebro universitet i Grythyttan är en utbildning som ger akademiska poäng och berättigar till studiestöd. I Stockholm finns sommelierutbildningen hos Restaurangakademien, Vinkällan Dryckesutbildningar samt The Wine Hub. I södra Sverige kan man utbilda sig vid Vinkällan Dryckesutbildningar i Göteborg och Malmö. De fyra sistnämnda utbildningarna är privata och fristående, liksom GastroMerit som har sommelierutbildning i Stockholm, Kalmar och Umeå. Det finns fler, mindre omfattande utbildningar, men dessa är de enda som rekommenderas av Svenska Sommelierföreningen, och som kvalificerar för medlemskap i föreningen.

## Historia
Sommelier har även benämnts vinkypare. Vinkyparen var, åtminstone under en del av 1700-talet, upptagen på hovstaten. Kypare var urspungligen ett annat namn för tunnbindare, vilka i en del fall blev vintappare.